# CMMAS
CMMAS es el acrónimo del Centro Mexicano para la Música y las Artes Sonoras, un centro tecnológico especializado ubicado en la ciudad de Morelia en el Estado de Michoacán dedicado a la investigación, promoción y difusión de música y manifestaciones artísticas relacionadas al mundo sonoro. 

## Antecedentes
Creado en septiembre del año 2006, a iniciativa del entonces Consejo Nacional para la Cultura y las Artes (CONACULTA), hoy Secretaría de Cultura Federal, a través del Centro Nacional de las Artes (CENART) y de la Secretaría de Cultura del Estado de Michoacán (SECUM), el Centro Mexicano para la Música y las Artes Sonoras (CMMAS) es un espacio tecnológico-musical formado por especialistas y el apoyo de un Comité Académico que reúne expertos en el campo de la composición musical con y sin nuevas tecnologías. 
El CMMAS es un espacio para la creación, reflexión, y aprendizaje de la música contemporánea, con y sin nuevas tecnologías. Es un centro de investigación, experimentación y desarrollo de proyectos sonoros a nivel internacional.
Entre los servicios que ofrece destacan los conciertos (híbridos, presenciales o virtuales), cursos especializados, espacio para residencias creativas en sus estudios especializados, sesiones de acercamiento a la música con tecnología entre otros. Mantiene información permanente sobre sus actividades a través de www.cmmas.org y su plataforma educativa virtual www.cmmas.com

## Ejes de Trabajo
Proporcionan a alumnos, maestros, investigadores y artistas, opciones de especialización y actualización, así como un entorno integral de trabajo que les permitan desarrollar nuevas obras y proyectos: 
1. Formación continua: eje enfocado a la enseñanza de las nuevas tecnologías aplicadas a la música y al sonido, a través de sus diversos programas académicos ofertados a través de la plataforma www.cmmas.com
2. Creación: el Centro proporciona espacios, apoyo humano y recursos técnicos necesarios para quienes utilizan el sonido como materia prima en sus obras, generando el entorno para el desarrollo y la consolidación de proyectos individuales y/o grupales a través de residencias, convocatorias, comisión de obras, redes de creadores y apoyos y becas.
3. Investigación: trabajan tanto en proyectos de investigación propios, como en la facilitación de las condiciones a residentes e investigadores externos. Fomentando la investigación teórico-práctica sobre temas de creación, interpretación y análisis sonoro y/o musical, así como de pedagogía y nuevas tecnologías, entre otros.
4. Producción: Publicación de proyectos creativos tanto en soporte físico como libros, revistas, CDs y DVD; así como producciones digitales.
5. Promoción: se presentan propuestas en la música y en las artes sonoras, a través de festivales, conciertos, publicaciones, producciones, grabaciones, encuentros y actividades diversas, dando a conocer la producción artística y la investigación en México y en el extranjero.

Destaca en esta área el Festival Internacional de Música y Nuevas Tecnologías Visiones Sonoras y el programa de vinculación Acercamientos Sonoros.

## Formación continua

### Plataforma Educativa CMMAS+
CMMAS + es una iniciativa del Centro Mexicano para la Música y las Artes Sonoras, para facilitar la transferencia de conocimientos y experiencias relevantes sobre sonido, tecnología y música. 
Esta plataforma ofrece opciones adecuadas a las circunstancias actuales a través de cursos especializados, conciertos, performances y material académico impartido o emitido por especialistas de reconocimiento internacional; ya sea impartidos en inglés y subtitulados en español o impartidos en español y subtitulados en inglés. Su objetivo principal es brindar al usuario las herramientas necesarias para adquirir el conocimiento, práctica y experiencia necesarias para su trabajo artístico y/o profesional. Entre los temas de especialidad que se ofrecen están:
- Composición asistida con OpenMusic

- Introducción a Max for Live
- Autogestión y disciplina en la música contemporánea
- Programming, performing and improvising with SuperCollider
- Estética y prácticas en el arte sonoro
- Introducción a TouchDesigner
- Bases rítmicas, baterías o el secreto de un track inolvidable
- Live Coding con Tidal Cycles
- Introducción a la inteligencia artificial de audio con redes neuronales

## Creación e investigación

### Programa de residencias
Diferentes esquemas y apoyos para artistas mexicanos y extranjeros están disponibles para consolidar el programa de fomento a la creación a través de residencias y encargos. El Centro cuenta incluso con instalaciones para hospedar a los residentes en habitaciones con estudios completos para trabajo continuo y en cualquier momento.

### Convocatorias
Con la finalidad de estimular y contribuir a elevar la calidad de los trabajos creativos desarrollados en el campo de la música y el arte sonoro, el CMMAS abre continuamente convocatorias para sus festivales y programas académicos, tanto de manera autónoma como en coordinación con entidades nacionales e internacionales.

## Promoción

### Festival Visiones Sonoras
El Festival anual del CMMAS, se celebra desde 2005 de manera presencial, virtual y/o híbrida desde Morelia, Mich. y se enfoca en propuestas artísticas que incluyan nuevas tecnologías como parte primordial de su creación, ofreciendo al público propuestas con una visión actual de lo que está sucediendo globalmente en la creación artística.
Por su programación han desfilado los más destacados intérpretes y creadores del arte sonoro y la música con tecnología de nuestro tiempo, tanto para compartir sus creaciones como para contar sus experiencias y aprendizajes. Cada año se involucran en su realización artistas de entre 20 y 40 países.
El historial de festivales se mantiene público en la página oficial

### Ciclos de conciertos y actividades de promoción
Perspectivas Sonoras  ciclo de conciertos en línea y mesas redondas, organizadas por el Centro Mexicano para la Música y las Artes Sonoras, con artistas provenientes de la mayoría de los países miembros de Ibermúsicas. Las actividades serán transmitidas a través de los canales y plataformas del CMMAS,. Su objetivo es la promoción y difusión del trabajo artístico de creadores mexicanos y de la mayoría de los países miembros de Ibermúsicas. Todos los materiales permanecerán en los canales del CMMAS Y la página web.
Redirecciones visuales Es una propuesta que pretende enfocarse en proyectos audiovisuales innovadores creados a partir del año 2000, mediante un ciclo anual de conciertos así como una serie de mesas de diálogo a desarrollarse, de forma virtual, con los participantes de dichos conciertos. Estas mesas de diálogo, que se realizarán de manera posterior a los conciertos, ofrecerán a los curadores la oportunidad de compartir sus perspectivas sobre la relevancia del quehacer audiovisual contemporáneo.
Territorios Enlazados Su objetivo es la promoción y difusión del trabajo artístico de creadores emergentes y creadores consolidados con una amplia trayectoria.

### Archivo en línea de actividades de promoción
El total de conciertos y actividades de promoción de los últimos años se encuentran almacenados en: 
www.cmmas.org, web oficial del Centro, con toda la información relacionada con su operación.
web oficial Visiones Sonoras con el histórico de festivales desde su origen hasta el más reciente.
Canal de Youtube oficial del CMMAS, donde también pueden encontrarse entrevistas, testimonios, clases, promocionales y parte de los Festivales Visiones Sonoras.

## Investigación y Producción

### Ideas Sónicas
El objetivo principal de esta revista semestral, es estimular, generar y difundir información sobre las actividades y los desarrollos en el área, promoviendo la interacción entre compositores, intérpretes, investigadores y escuchas anglo e hispanoparlantes.
Abierta a todos los puntos de vista estéticos dentro y fuera del ámbito académico, esta publicación pretende difundir nuevas y desafiantes perspectivas para aproximarse a la tecnología, explorar la influencia de ésta en la música y en las artes sonoras y promover la investigación seria y el debate sobre estos temas. Está disponible en SonicIdeas | CMMAS

### Tienda en línea
Muchos de los materiales producidos por el CMMAS en forma de discos, libros, objetos promocionales, Etc. Están disponibles para venta a través de la tienda en línea del Centro, donde también es posible descargar materiales gratuitos.

## Información adicional